# وراثة خارج نووية
وراثة خارج نووية أو وراثة هيولية هو انتقال الجينات التي تحدث خارج النواة. يوجد في معظم حقيقيات النوى ومن المعروف أنه يحدث في العضيات السيتوبلازمية مثل الميتوكوندريا والبلاستيدات الخضراء أو من الطفيليات الخلوية مثل الفيروسات أو البكتيريا.

تحتوي الميتوكوندريا على الحمض النووي الخاص بها. يتم نقلها من قبل الأمهات إلى أطفالهن عبر سيتوبلازم البويضة.

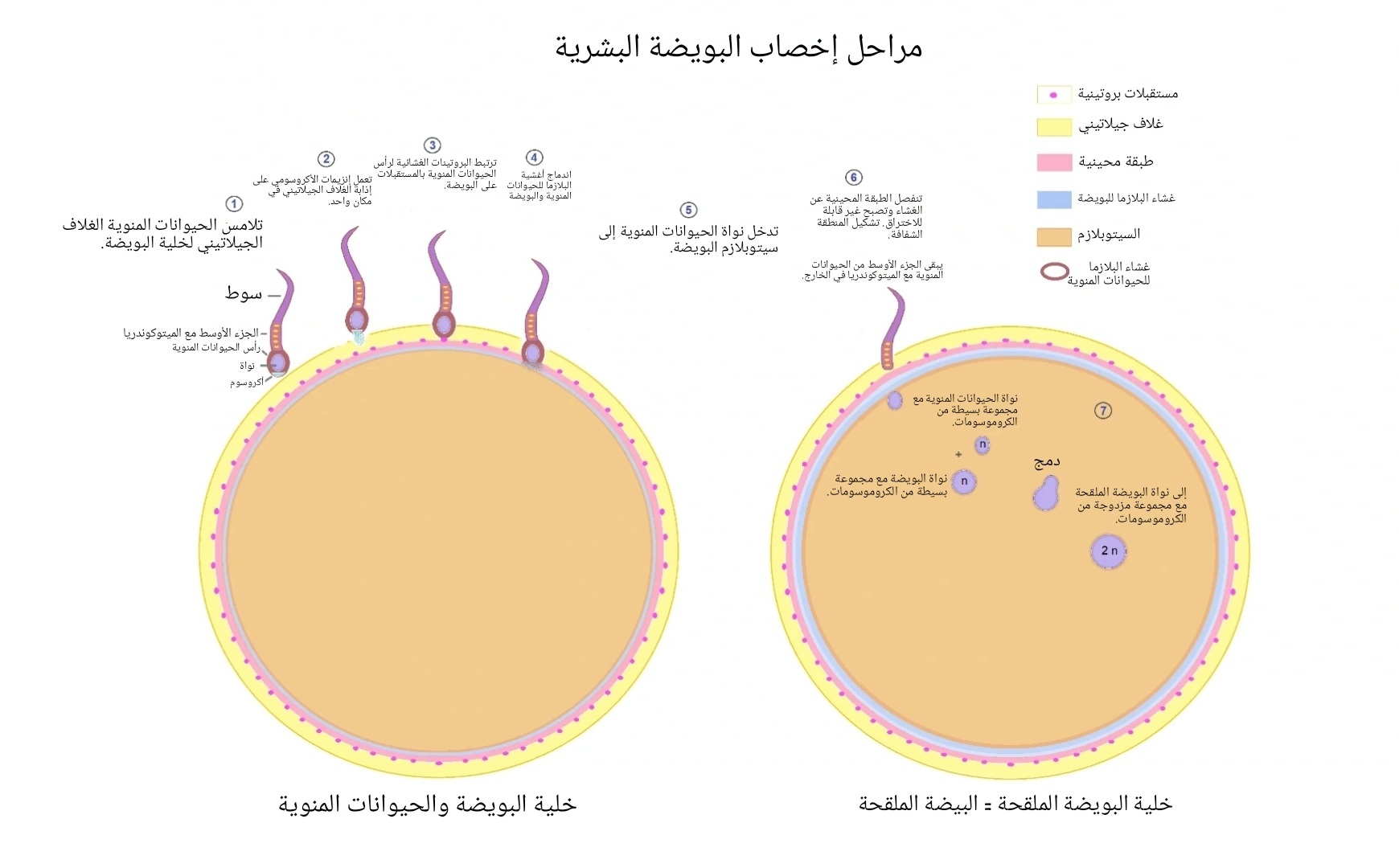

## عضيات
الميتوكوندريا هي عضيات تعمل على تحويل الطاقة نتيجة التنفس الخلوي. البلاستيدات الخضراء هي عضيات تعمل على إنتاج السكريات عن طريق التركيب الضوئي في النباتات والطحالب. الجينات الموجودة في الميتوكوندريا والبلاستيدات الخضراء مهمة جدًا للوظيفة الخلوية المناسبة. يتكاثر الحمض النووي للميتوكوندريا والأنواع الأخرى من الحمض النووي خارج النواة بشكل مستقل عن الحمض النووي الموجود في النواة، والذي يتم ترتيبه عادةً في الكروموسومات التي تتكاثر مرة واحدة فقط قبل الانقسام الخلوي. ومع ذلك ، تتكاثر الجينومات خارج النواة للميتوكوندريا والبلاستيدات الخضراء بشكل مستقل عن انقسام الخلايا. تتكاثر استجابةً لاحتياجات الخلية المتزايدة من الطاقة والتي تتكيف خلال عمر تلك الخلية. نظرًا لأنها تتكاثر بشكل مستقل، نادرًا ما يوجد تأشب جينومي لهذه الجينومات في النسل، على عكس الجينومات النووية التي يكون فيها التأشب الجينومي أمرًا شائعًا.
أمراض الميتوكوندريا موروثة من الأم وليس من الأب. الميتوكوندريا مع حمضها النووي موجودة بالفعل في خلية البويضة قبل أن يتم تخصيبها بواسطة الحيوانات المنوية. في كثير من حالات الإخصاب، يدخل رأس الحيوان المنوي إلى خلية البويضة تاركًا الجزء الأوسط منه مع الميتوكوندريا خلفه. غالبًا ما يظل الحمض النووي للميتوكوندريا للحيوانات المنوية خارج البويضة المخصبة ويتم استبعاده من الوراثة.

## طفيليات
من الممكن أيضًا الانتقال خارج النواة للجينومات الفيروسية والبكتيريا التكافلية. مثال على انتقال الجينوم الفيروسي هو انتقال نماء سابق للولادة. يحدث هذا من الأم إلى الجنين خلال فترة ما حول الولادة، والتي تبدأ قبل الولادة وتنتهي بعد شهر من الولادة. خلال هذا الوقت يمكن أن تنتقل المادة الفيروسية من الأم إلى الطفل في مجرى الدم أو لبن الأم. هذا مصدر قلق خاص للأمهات اللاتي يحملن فيروس العوز المناعي البشري أو فيروسات التهاب الكبد الفيروسي ج . البكتيريا السيتوبلازمية التكافلية موروثة أيضًا في الكائنات الحية مثل الحشرات والطلائعيات.

## أنواع
توجد ثلاثة أنواع عامة من الوراثة الخارج نووية.
- ينتج الفصل الخضري عن التكرار العشوائي وتقسيم العضيات السيتوبلازمية. يحدث مع البلاستيدات الخضراء والميتوكوندريا أثناء انقسام الخلية الفتيلي وينتج عن الخلايا الوليدة التي تحتوي على عينة عشوائية من عضيات الخلية الأم. مثال على الفصل الخضري هو مع الميتوكوندريا لخلايا الخميرة اللاجنسي.[5]
- تحدث الوراثة أحادية الوالدين في الجينات خارج النواة عندما يساهم أحد الوالدين فقط في الحمض النووي العضوي في النسل. من الأمثلة الكلاسيكية على انتقال الجينات أحادية الوالدين وراثة الأم للميتوكوندريا البشرية. تنتقل الميتوكوندريا الأم إلى النسل عند الإخصاب عن طريق البويضة. لا تنتقل جينات الأب الميتوكوندريا إلى الأبناء عن طريق الحيوانات المنوية. تم الإبلاغ عن حالات نادرة جدًا تتطلب مزيدًا من الاستقصاء عن وراثة الميتوكوندريا الأبوية في البشر، حيث تم العثور على جينوم الميتوكوندريا للأب في النسل.[6] يمكن أن تُورَّث جينات البلاستيدات الخضراء أيضًا منفردة أثناء التكاثر الجنسي. يُعتقد تاريخياً أنهم يرثون من الأم ، ولكن يتم تحديد الميراث الأبوي في العديد من الأنواع بشكل متزايد. تختلف آليات الميراث أحادي الوالدين من الأنواع إلى الأنواع اختلافًا كبيرًا وهي معقدة للغاية. على سبيل المثال، تم العثور على بلاستيدات خضراء لعرض أنماط الأم والأب ونمط كلاهما حتى داخل نفس النوع.[7][8] في نبات التبغ، تتأثر وراثة البلاستيدات الخضراء بدرجة الحرارة والنشاط الأنزيمي للنوكلياز الخارجي أثناء تكوين الجاميتات الذكرية.[9]
- يحدث الميراث ثنائي الوالدين في الجينات خارج النواة عندما يساهم كلا الوالدين في الحمض النووي العضوي للنسل. قد يكون أقل شيوعًا من الوراثة خارج النواة أحادية الوالدين، وعادة ما تحدث في الأنواع المسموح بها فقط لجزء صغير من الوقت. مثال على وراثة الميتوكوندريا ثنائية الوالدين في الخميرة خميرة الجعة. عندما تندمج خليتان أحاديتان من نوع التزاوج المعاكس، يمكن لكل منهما المساهمة بالميتوكوندريا في النسل ثنائي الصبغة الناتج.[1][5]

## ميتوكوندريا متحولة
بوكي عبارة عن طفرة من الفطريات العصيباء المبوغة السميكة التي لها ميراث خارج النواة. يتميز بوكي بالنمو البطيء والخلل في تجميع الريبوسوم الميتوكوندريا ونقص في العديد من السيتوكرومات. كانت دراسات طفرات بوكي من بين أولى الدراسات التي أسست أساس الميتوكوندريا خارج النواة لوراثة نمط وراثي معين. وُجد في البداية، باستخدام التهجينات الجينية، أن بوكي موروث من الأم. بعد ذلك، تم تحديد العيب الأساسي في طفرات بوكي على أنه حذف في تسلسل الحمض النووي للميتوكوندريا الذي يشفر الوحدة الفرعية الصغيرة من الحمض النووي الريبوزي الريبوسومي للميتوكوندريا.

## روابط خارجية
- https://web.archive.org/web/20080521093531/http://www.tamu.edu/classes/magill/gene603/Lecture%20outlines/cytoplasmic%20inh/CYTOPMIC_INHERITANCE.html